# Journal of Political Risk
Das Journal of Political Risk (JPR), „Zeitschrift für politische Risiken“, ist eine US-amerikanische Zeitschrift, die sich mit politischen Risiken und Möglichkeiten befasst. Die Zeitschrift wird von Corr Analytics herausgegeben, einem internationalen Unternehmen für politische Risikoanalyse und Beratung, das im Jahr 2013 von dem Politologen Anders Corr gegründet wurde. Die Artikel, Arbeitspapiere und Stellungnahmen werden den Eigenangaben zufolge von sorgfältig ausgewählten Experten aus der ganzen Welt verfasst und von Fachleuten begutachtet, wobei den Angaben zufolge lokale Themen und ihre Auswirkungen auf die Welt aus einer neutralen und unvoreingenommenen Perspektive analysiert und dargestellt würden.
Vielfach zitiert wird die Zeitschrift beispielsweise in der jüngeren westlichen 'Uigurenforschung' und Berichterstattung.